# Freakwater

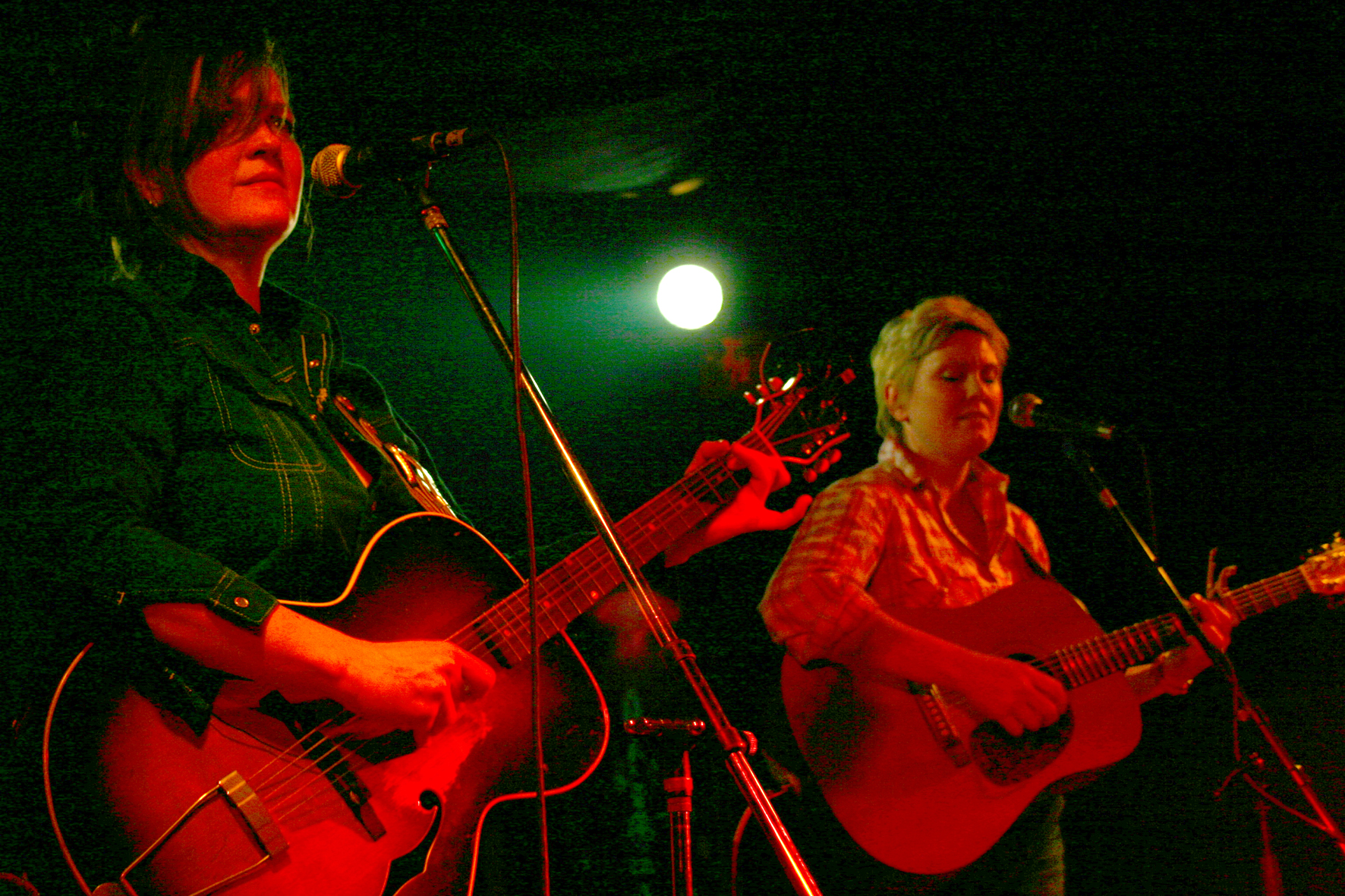
Catherine Irwin und Janet Bean von Freakwater 2006

Freakwater sind eine US-amerikanische Alternative-Country-Band aus Louisville, Kentucky. Heute leben beide Musikerinnen in Chicago.

## Bandgeschichte
Anfang der 80er Jahre begannen die Freundinnen Catherine Irwin und Janet Bean, die vorher in Punkbands gespielt hatte, sich für frühe Country-Musik zu interessieren und zu spielen. 1989 nahmen sie ihr erstes Album auf und avancierten zu einer der renommiertesten Bands der beginnenden Alternative-Country-Welle. 
Von Anfang an wurden die Musikerinnen von weiteren wechselnden Bandmitgliedern unterstützt. Treuester Weggenosse dabei ist Bassist David Wayne Gay, der zum festen Line-up der Band gehört. Sie sind seit Mitte der 90er beim Chicagoer Label Thrill Jockey unter Vertrag. Angebote eines Major-Labels aus Nashville lehnten sie ebenso wie eine geplante Zusammenarbeit mit dem Label E-Squad des Musikers Steve Earle ab, weil sie sich in beiden Fällen in ihrer musikalischen Integrität zu sehr beeinflusst sahen. Gemeinsam mit Mitgliedern der Band Mekons, die einen ähnlichen politischen Ansatz vertreten, erschien 2022 das Album Freakons.

## Stil
Freakwater bedienen sich an den frühen, ursprünglichen Wurzeln der US-amerikanischen Country- und Folkmusik und interpretieren diese eigenwillig und schräg, zumeist mit akustischen Gitarren und Harmoniegesängen, wobei Bean den Sopran-Part übernimmt und Irwin die Alt-Stimme. Sie beziehen sich dabei auf die Carter Family, die Louvin Brothers und auch Hank Williams, Bill Monroe und Woody Guthrie. In Musik und Texten kombinieren sie Düsteres mit Schönheit: „Zugleich sinister und wunderschön“ urteilte Wolfgang Doebeling vom Rolling Stone. Sie singen zumeist über Dinge, die sie persönlich betreffen, erzählen Geschichten und kommentieren hin und wieder auch die politische und soziale Lage aus einer kritischen Perspektive.

## Weitere Projekte
Janet Bean spielt auch in der Rockband Eleventh Dream Day und hat ein Seitenprojekt namens "Janet and Jeff".

## Diskografie

### Alben
- Self-Titled (Amoeba Records, 1989)
- Dancing Underwater (Thrill Jockey, 1991, Wiederveröffentlichung 1997)
- Feels Like the Third Time (Thrill Jockey, 1994)
- Old Paint (Thrill Jockey, 1995, Wiederveröffentlichung 2003)
- Springtime (Thrill Jockey, 1998)
- Endtime (Thrill Jockey, 1999)
- Thinking of You… (Thrill Jockey, 2005)
- Scheherazade (Bloodshot Records, 2016)

### Singles
- My Old Drunk Friend/Kentucky (Thrill Jockey, 1994)
- South of Cincinnati (Thrill Jockey, 1995)
- Hellbound/Lorraine (Thrill Jockey, 1999)

### Catherine Irwin solo
- Cut Yourself a Switch (Thrill Jockey, 2003)
- Little Heater (Thrill Jockey, 2012)

### Janet Bean solo
- Dragging Wonder Lake (Thrill Jockey, 2004)

### Gemeinsam mit Mekons
- Freakons (Fluff and Gravy Records under license of Freakons, 2022)